# Francisco Roig
Francisco Roig (Barcelona, 1 april 1968) is een voormalige Spaanse tennisser. Hij was professional van 1987 tot 2001.
Roig won in zijn carrière negen ATP-toernooien in het dubbelspel, alle op gravel.

## Palmares

### Dubbelspel
| Legenda                       | Legenda               |
| ----------------------------- | --------------------- |
| Grand Slam                    |                       |
| Olympische Spelen             |                       |
| tot 2009                      | vanaf 2009            |
| Tennis Masters Cup            | ATP Finals            |
| ATP Masters Series            | ATP Tour Masters 1000 |
| ATP International Series Gold | ATP Tour 500          |
| ATP International Series      | ATP Tour 250          |

| Nr.                           | Datum             | Toernooi         | Ondergrond    | Partner             | Tegenstanders in finale           | Score         | Details |
| ----------------------------- | ----------------- | ---------------- | ------------- | ------------------- | --------------------------------- | ------------- | ------- |
| Gewonnen finales heren dubbel |                   |                  |               |                     |                                   |               |         |
| 1.                            | 4 augustus 1991   | ATP Kitzbühel    | Gravel        | Tomás Carbonell     | Pablo Arraya Dimitri Poliakov     | 6–7, 6–2, 6–4 | Details |
| 2.                            | 11 oktober 1992   | ATP Athene       | Gravel        | Tomás Carbonell     | Marcelo Filippini Mark Koevermans | 6–3, 6–4      | Details |
| 3.                            | 15 november 1992  | ATP São Paulo    | Gravel        | Diego Pérez         | Christer Allgardh Carl Limberger  | 6–2, 7–6      | Details |
| 4.                            | 28 augustus 1994  | ATP Umag         | Gravel        | Diego Pérez         | Karol Kučera Paul Wekesa          | 6–2, 6–4      | Details |
| 5.                            | 26 maart 1995     | ATP Casablanca   | Gravel        | Tomás Carbonell     | Emanuel Couto João Cunha e Silva  | 6–4, 6–1      | Details |
| 6.                            | 18 juni 1995      | ATP Porto        | Gravel        | Tomás Carbonell     | Jordi Arrese Àlex Corretja        | 6–3, 7–6      | Details |
| 7.                            | 23 juli 1995      | ATP Stuttgart    | Gravel        | Tomás Carbonell     | Ellis Ferreira Jan Siemerink      | 3–6, 6–3, 6–4 | Details |
| 8.                            | 8 oktober 1995    | ATP Valencia     | Gravel        | Tomás Carbonell     | Tom Kempers Jack Waite            | 7–5, 6–3      | Details |
| 9.                            | 14 april 1996     | ATP Estoril      | Gravel        | Tomás Carbonell     | Tom Nijssen Greg Van Emburgh      | 6–3, 6–2      | Details |
| Verloren finales heren dubbel |                   |                  |               |                     |                                   |               |         |
| 1.                            | 1 november 1992   | ATP Guarujá      | Hardcourt     | Diego Pérez         | Christer Allgårdh Carl Limberger  | 4-6 3-6       | Details |
| 2.                            | 29 augustus 1993  | ATP Umag         | Gravel        | Jordi Arrese        | Filip Dewulf Tom Vanhoudt         | 4-6 5-7       | Details |
| 3.                            | 30 oktober 1994   | ATP Santiago     | Gravel        | Tomás Carbonell     | Karel Novácek Mats Wilander       | 6–4, 6–7, 6-7 | Details |
| 4.                            | 13 november 1994  | ATP Buenos Aires | Gravel        | Tomás Carbonell     | Sergio Casal Emilio Sánchez       | 3–6, 2–6      | Details |
| 5.                            | 12 februari 1995  | ATP Dubai        | Hardcourt     | Tomás Carbonell     | Grant Connell Patrick Galbraith   | 2-6, 6-4, 3-6 | Details |
| 6.                            | 5 maart 1995      | ATP Rotterdam    | Tapijt (i)    | Tomás Carbonell     | Martin Damm Anders Järryd         | 3-6, 2-6      | Details |
| 7.                            | 31 maart 1996     | ATP Casablanca   | Gravel        | Tomás Carbonell     | Jiří Novák David Rikl             | 6–7, 3-6      | Details |
| 8.                            | 21 juli 1996      | ATP Stuttgart    | Gravel        | Tomás Carbonell     | Libor Pimek Byron Talbot          | 2-6, 7-5, 4-6 | Details |
| 9.                            | 22 februari 1998  | ATP Antwerpen    | Hardcourt (i) | Tomás Carbonell     | Wayne Ferreira Jevgeni Kafelnikov | 5-7, 6-3, 2-6 | Details |
| 10.                           | 25 oktober 1998   | ATP Lyon         | Tapijt (i)    | Tomás Carbonell     | Olivier Delaître Fabrice Santoro  | 2–6, 2-6      | Details |
| 11.                           | 19 september 1999 | ATP Mallorca     | Gravel        | Alberto Berasategui | Lucas Arnold Ker Tomás Carbonell  | 1-6 4-6       | Details |
| 12.                           | 6 mei 2001        | ATP Mallorca     | Gravel        | Feliciano López     | Donald Johnson Jared Palmer       | 5-7 3-6       | Details |

## Prestatietabel
| Legenda | Legenda                          |
| ------- | -------------------------------- |
| g.t.    | geen toernooi gehouden           |
| l.c.    | lagere categorie                 |
| –       | niet deelgenomen                 |
| G       | uitgeschakeld in de groepsfase   |
| 1R      | uitgeschakeld in de eerste ronde |
| 2R      | uitgeschakeld in de tweede ronde |
| 3R      | uitgeschakeld in de derde ronde  |
| 4R      | uitgeschakeld in de vierde ronde |
| KF      | uitgeschakeld in de kwartfinale  |
| HF      | uitgeschakeld in de halve finale |
| F       | de finale verloren               |
| W       | het toernooi gewonnen            |
| w-v     | winst/verlies-balans             |

### Prestatietabel grand slam, enkelspel
| Toernooi        | 1989 | 1990 | 1991 | 1992 | 1993 |
| --------------- | ---- | ---- | ---- | ---- | ---- |
| Australian Open | –    | 1R   | –    | –    | 1R   |
| Roland Garros   | 3R   | 1R   | –    | 1R   | –    |
| Wimbledon       | –    | –    | –    | 2R   | –    |
| US Open         | –    | –    | –    | 2R   | –    |

### Prestatietabel grand slam, dubbelspel
| Toernooi        | 1989 | 1990 | 1991 | 1992 | 1993 | 1994 | 1995 | 1996 | 1997 | 1998 | 1999 | 2000 |
| --------------- | ---- | ---- | ---- | ---- | ---- | ---- | ---- | ---- | ---- | ---- | ---- | ---- |
| Australian Open | –    | 1R   | –    | –    | 1R   | –    | –    | –    | –    | –    | 1R   | 1R   |
| Roland Garros   | –    | 1R   | –    | 3R   | 1R   | 1R   | 1R   | 1R   | KF   | 2R   | 1R   | –    |
| Wimbledon       | –    | –    | 1R   | –    | –    | –    | 1R   | 2R   | –    | –    | –    | –    |
| US Open         | –    | –    | –    | 1R   | –    | 2R   | –    | 2R   | –    | 2R   | –    | –    |